# Fehrbelliner Platz

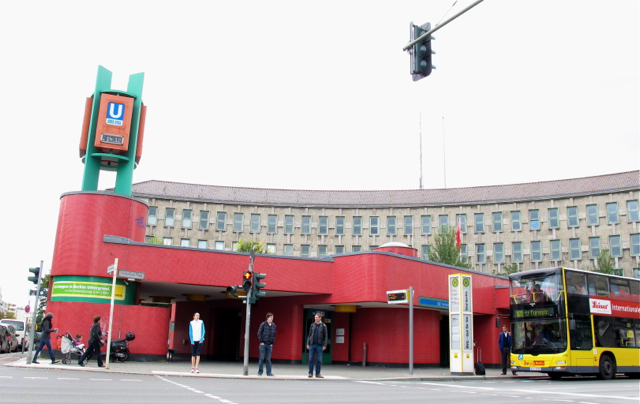
Fehrbelliner Platz

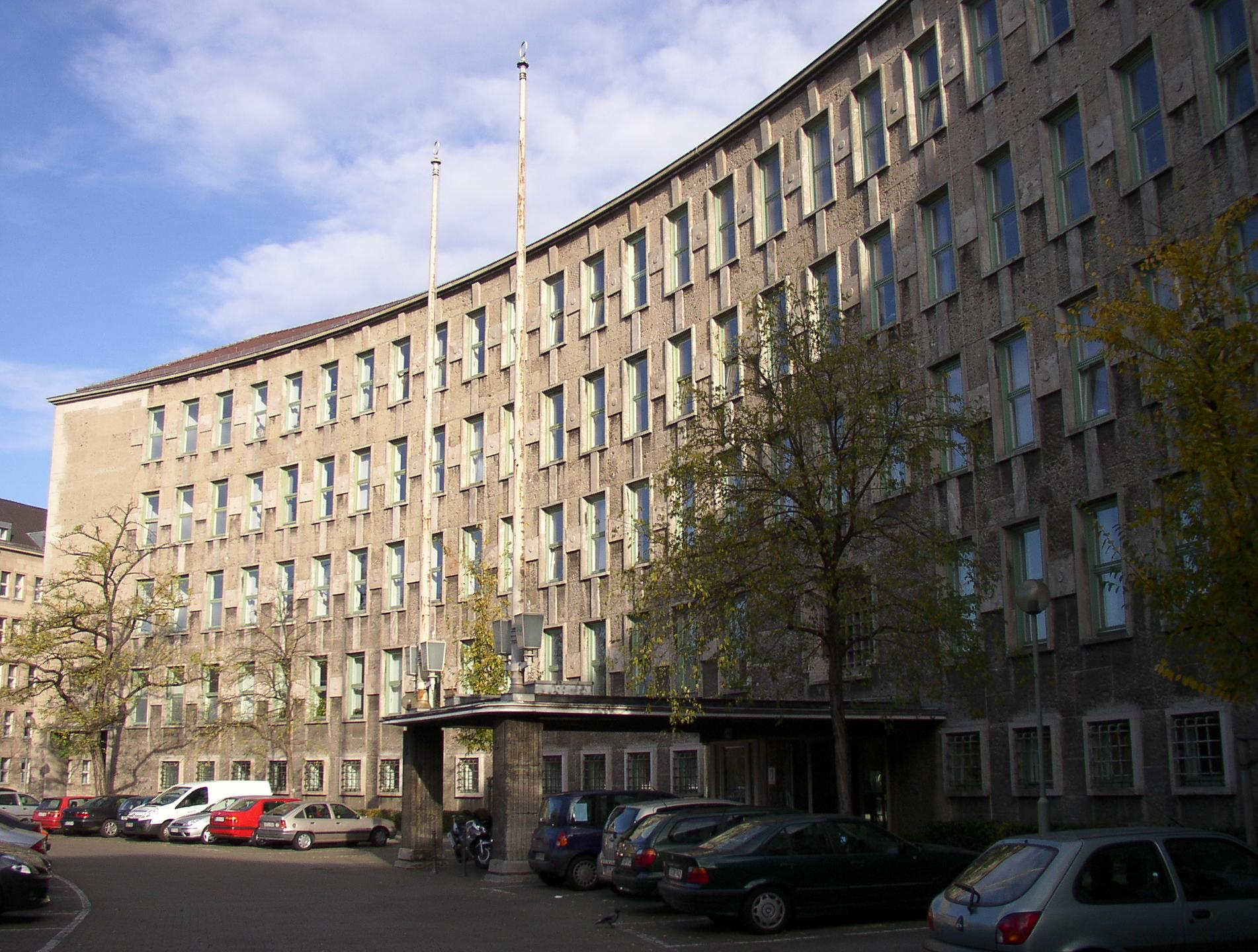
Otto Firles kontorsbyggnad för Nordstern-Versicherung

Fehrbelliner Platz är ett torg i stadsdelen Wilmersdorf i Berlin som är en viktig trafikknutpunkt. Den ligger där Hohenzollerndamm korsar Brandenburgische Strasse. Den har fått sitt namn efter staden Fehrbellin och Slaget vid Fehrbellin 1675 då  Carl Gustav Wrangels svenska trupper tvingades tillbaka från Mark Brandenburg av kurfürstens trupper.
Sedan Stor-Berlin skapats 1920 kom platsen att utvecklas till plats för kontorsbyggnader och idag återfinns är delar av Berlins senats administration. Platsen kännetecknas idag dels av de monumentala byggnader som kom till under 1930-talet. Ett av dem är Otto Firles kontorshus för Nordstern-Versicherung. Denna byggnad uppfördes inom ramen för Adolf Hitler och Albert Speer planerade nygestaltning av Berlin, Welthauptstadt Germania och var en av de få som hann uppföras under detta projekt. 
I kontrast till dessa står stationsbyggnaden för  tunnelbanestationen Fehrbelliner Platz från 1970-talet av Rainer G. Rümmler. År 1913 fick platsen en tunnelbanestation, som sedan byggdes ut till att idag betjäna två tunnelbanelinjer. 